# Капустино (Монастырщинский район)
Капустино — деревня в Монастырщинском районе Смоленской области России. Входит в состав Соболевского сельского поселения. По состоянию на 2007 год постоянного населения не имеет. 
Расположена в западной части области в 10 км к северо-западу от Монастырщины, в 36 км западнее автодороги А141 Орёл — Витебск, на берегу реки Литовка. В 41 км восточнее деревни расположена железнодорожная станция Грудинино на линии Смоленск — Рославль. 

## История
В годы Великой Отечественной войны деревня была оккупирована гитлеровскими войсками в июле 1941 года, освобождена в сентябре 1943 года . 